# Sarah Michelle Gellar

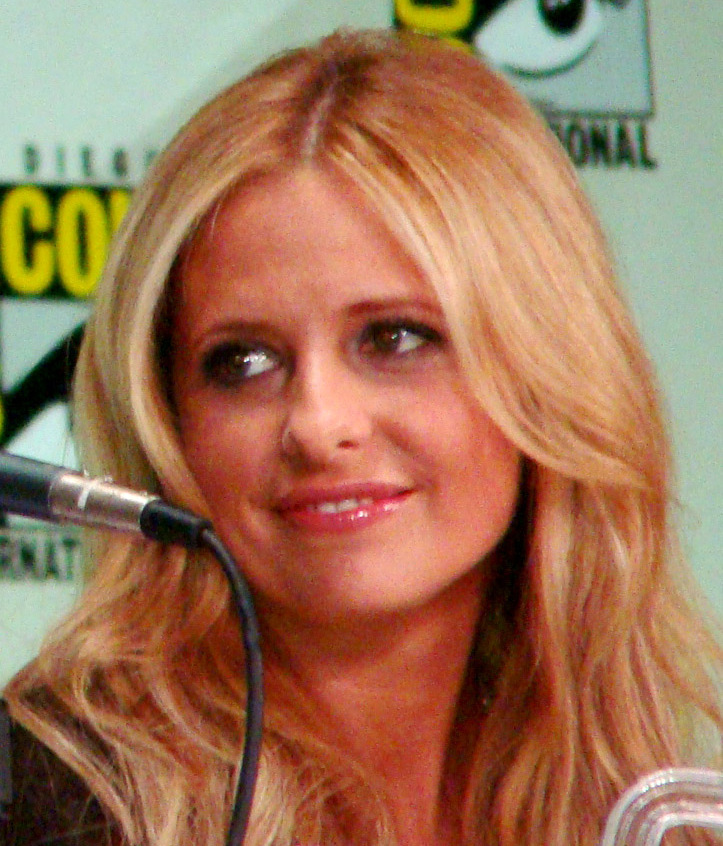
Sarah Michelle Gellar bei der San Diego Comic-Con International (Juli 2011)

Sarah Michelle Gellar (* 14. April 1977 in New York City; bürgerlich Sarah Michelle Prinze) ist eine US-amerikanische Schauspielerin. Bekannt wurde sie durch die Rolle der Buffy Summers in der Fernsehserie Buffy – Im Bann der Dämonen (1997–2003) sowie durch die Filme Ich weiß, was du letzten Sommer getan hast (1997) und Eiskalte Engel (1999).

## Leben
Die Tochter jüdischer Eltern wuchs nach der Scheidung ihrer Eltern 1984 als Einzelkind bei ihrer Mutter Rosellen Gellar (geborene Greenfield) auf; ihr Vater Arthur Gellar verließ die Familie.
Bekannt wurde sie durch die Serie All My Children (1993–1995), die ihr 1997 auch die Hauptrolle in der Serie Buffy – Im Bann der Dämonen einbrachte. Sie spielte die Rolle der Buffy Summers bis zum Serienende 2003 und erhielt in dieser Zeit zahlreiche Fernsehpreise.
Ihre erste große Kinorolle hatte sie 1997 in dem Horrorfilm Ich weiß, was du letzten Sommer getan hast zusammen mit ihrem späteren Ehemann Freddie Prinze junior (In der Fortsetzung aus dem Jahr 2025 taucht Helen Shivers (Sarah Michelle) nur in einer Traumsequenz auf). Im gleichen Jahr war sie auch in Scream 2 zu sehen. 1999 spielte sie die Hauptrolle in dem Drama Eiskalte Engel an der Seite von Ryan Phillippe und Reese Witherspoon. Der Film war ein internationaler Erfolg und Gellar wurde mit zwei MTV Movie Awards ausgezeichnet. Neben Buffy war sie auch in weiteren Fernsehserien in Gastrollen zu sehen, unter anderem in Sex and the City (2000) und dem Buffy-Spin-off Angel – Jäger der Finsternis in selbiger Rolle der Buffy (1999–2000).
2002 war sie in dem Kinohit Scooby-Doo und 2004 auch in der Fortsetzung Scooby Doo 2 – Die Monster sind los zu sehen. In dem Jahr spielte sie die Hauptrolle in dem Horrorfilm The Grudge – Der Fluch und blieb diesem Genre auch 2006 mit The Return treu.
In den späten 2000er Jahren war Gellar überwiegend in Independentfilmen zu sehen. Sie wurde vor allem für ihre Leistungen in den Filmen The Air I Breathe – Die Macht des Schicksals (2007) und Veronika beschließt zu sterben (2010) von Filmkritikern gelobt. An frühere Kinoerfolge konnte sie damit aber nicht anknüpfen.
Im Frühjahr 2011 begann die Produktion der Serie Ringer, in der Gellar eine Doppelrolle übernahm. Die Serie wurde von September 2011 bis Mai 2012 auf The CW ausgestrahlt.
Von 2013 bis 2014 war Gellar neben Robin Williams in der von CBS ausgestrahlten Sitcom The Crazy Ones als Sydney Roberts zu sehen.
Seit 2015 sprach sie für einige Episoden die Figur der Siebten Schwester (englisch: Seventh Sister) in der Animationsserie Star Wars Rebels, in der auch ihr Ehemann Freddie Prinze junior eine Figur, den Jedi-Ritter Kanan Jarrus, sprach.
Sarah Michelle Prinze ist für die von ihr 2015 mitgegründete Firma Foodstirs tätig, die Backmischungen verkauft.

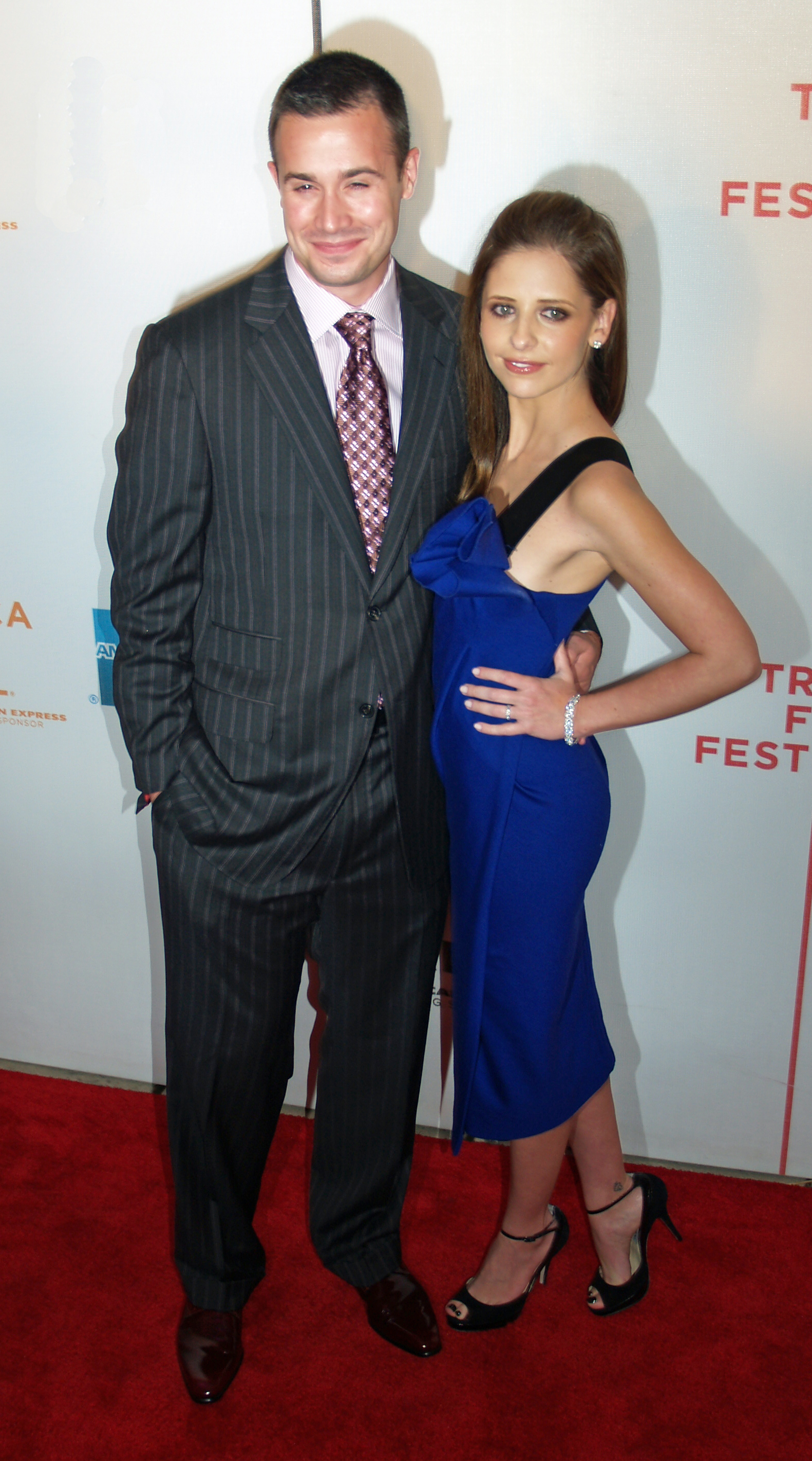
Gellar und ihr Ehemann Freddie Prinze jr. 2007 beim Tribeca Film Festival

Gellar ist seit dem 1. September 2002 mit dem Schauspieler Freddie Prinze jr. verheiratet und lebt mit ihm in Los Angeles. Offiziell hat sie ihren Nachnamen in Prinze geändert und ihrem Mann damit ein Geschenk zum fünften Hochzeitstag (1. September 2007) gemacht. Kennengelernt hatten sie sich als zwei der Hauptcharaktere am Set von Ich weiß, was du letzten Sommer getan hast. Seit dem 19. September 2009 haben die beiden eine Tochter, im September 2012 wurde ihr gemeinsamer Sohn geboren.

## Sonstiges
Während ihrer Karriere war sie häufig auf den Titelblättern internationaler Magazine. Vom US-amerikanischen Männermagazin Maxim wurde sie zur „Woman of the Year 2008“ gekürt.
Gemeinsam mit Jack Black produzierte sie für die MTV Movie Awards 2002 Parodien zu den Filmen Herr der Ringe, Spider-Man und Panic Room.
Auf Deutsch wird sie zumeist von Nana Spier synchronisiert.
In dem Spiel Call of Duty: Black Ops (2010) erschien sie mit dem Escalation-DLC als spielbarer Charakter im Überlebenskampf-Modus.
In dem YouTube-Video Cinderella vs. Belle: Princess Rap Battle (2015) spielte sie die Rolle der Cinderella.

## Filmografie

### Filme
- 1983: An Invasion of Privacy (Fernsehfilm)
- 1984: Over the Brooklyn Bridge
- 1986: Kids-Sing-a-Long: U.S.S. Songboat (Video)
- 1989: Death Strip (High Stakes)
- 1997: Ich weiß, was du letzten Sommer getan hast (I Know What You Did Last Summer)
- 1997: Scream 2
- 1997: Familie Robinson aus Beverly Hills (Beverly Hills Family Robinson, Fernsehfilm)
- 1999: Eine wie keine (She’s All That)
- 1999: Einfach Unwiderstehlich (Simply Irresistible)
- 1999: Eiskalte Engel (Cruel Intentions)
- 2001: Harvard Man
- 2002: Scooby-Doo
- 2002: Jack Black: Spider-Man (Kurzfilm)
- 2002: Lord of the Piercing (Kurzfilm)
- 2004: Scooby Doo 2 – Die Monster sind los (Scooby Doo 2: Monsters Unleashed)
- 2004: Der Fluch – The Grudge (The Grudge)
- 2006: Der Fluch – The Grudge 2 (The Grudge 2, Gastauftritt)
- 2006: Southland Tales
- 2006: The Return
- 2007: The Air I Breathe – Die Macht des Schicksals (The Air I Breathe)
- 2007: Upper East Side Love (Suburban Girl)
- 2009: Possession – Die Angst stirbt nie (Possession)
- 2010: Veronika beschließt zu sterben (Veronika Decides to Die)
- 2010: The Wonderful Maladys (Fernsehfilm)
- 2016: Cruel Intentions (unveröffentlichter Pilotfilm)
- 2022: Do Revenge
- 2022: Clerks III
- 2025: Ich weiß, was du letzten Sommer getan hast (I Know What You Did Last Summer)

### Serien
- 1985: Late Night with David Letterman (Fernsehshow Folge 11. November 1985)
- 1988: Spenser (Spenser: For Hire, Folge 3x17)
- 1988: Wilhelm Tell – Kämpfer der Gerechtigkeit (Crossbow, Folge 2x13)
- 1991: Das Schicksal der Jackie O. (A Woman Named Jackie, Miniserie, 3 Folgen)
- 1992: Swans Crossing (63 Folgen)
- 1993–1995, 2011: All My Children (55 Folgen)
- 1997–2003: Buffy – Im Bann der Dämonen (Buffy the Vampire Slayer, 144 Folgen)
- 1999–2000: Angel – Jäger der Finsternis (Angel, 2 Folgen bzw. die dritte in einer Rückblende)
- 2000: Saturday Night Live (Folge 25x20)
- 2000: Sex and the City (Folge 3x13)
- 2001: Starlets (Grosse Pointe, Folge 1x16)
- 2011–2012: Ringer (22 Folgen)
- 2013–2014: The Crazy Ones (22 Folgen)
- 2015: Princess Rap Battle (Miniserie, Folge 1x04)
- 2016: Those Who Can’t (1x04)
- 2019: The Big Bang Theory (Folge 12x24)
- 2023: Wolf Pack (8 Folgen)
- seit 2024: Dexter: Original Sin (9 Folgen)

### Synchronsprecherin
- 1998: Small Soldiers (Stimme von Gwendy Doll)
- 1998: King of the Hill (Fernsehserie, Folge 3x02, Stimme von Marie)
- 1998: Hercules (Hercules: The Animated Series, Fernsehserie, Folge 1x27, Stimme von Andromeda)
- 2000: God, the Devil and Bob (Fernsehserie, Folge 1x10, Stimme)
- 2004, 2012: Die Simpsons (The Simpsons, Fernsehserie, 2 Folgen, Stimme von Gina Vendetti)
- 2005–2018: Robot Chicken (Fernsehserie, 13 Folgen, verschiedene Stimmen)
- 2006: Es war k’einmal im Märchenland (Happily N’Ever After, Stimme von Ella)
- 2007: TMNT – Teenage Mutant Ninja Turtles (TMNT, Stimme von April O’Neil)
- 2011–2012: American Dad (Fernsehserie, 2 Folgen, verschiedene Stimmen)
- 2012: Los ilusionautas (Stimme von Nicole)
- 2015–2016: Star Wars Rebels (Fernsehserie, 5 Folgen, Stimme von Seventh Sister)
- 2021: Masters of the Universe – Revelation (Netflix-Serie, Stimme von Teela)

## Sonstige Auftritte
Werbespots
- 1981: Burger King Commercial with Sarah Michelle Gellar
- 1983: Burger King Commercial with Sarah Michelle Gellar 2
- 1983: 1982 Burger King Christmas Commercial with Lea Thompson, Elisabeth Shue and Sarah Michelle Gellar
- 2019: Killer Skin (Super-Bowl-Werbespot von OLAY)

Theater
- 1986: The Widow Claire
- 1992: Jakes Woman

Musikvideos
- 2000: Sour Girl von Stone Temple Pilots

Videospiele
- 2010: Call of Duty: Black Ops (Stimme von Sarah)
- 2011: Call of the Dead (Stimme von Sarah Michelle Gellar)

## Auszeichnungen

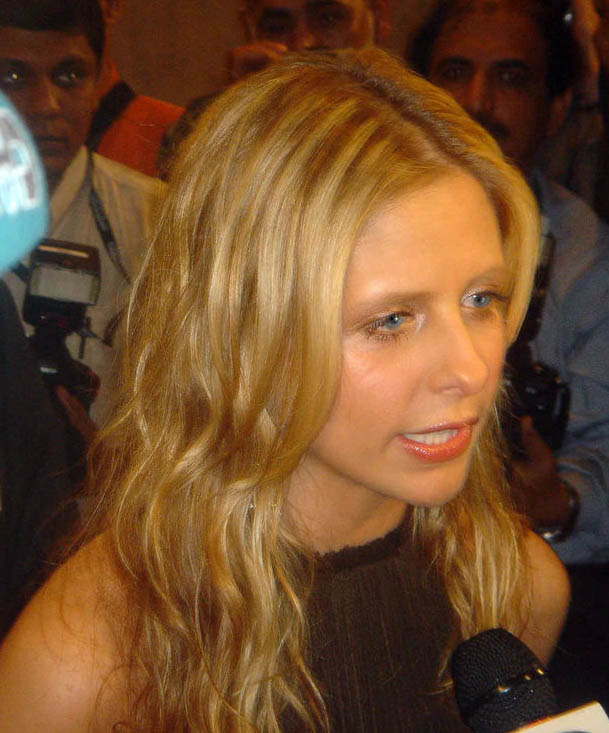
Gellar 2004 beim International Film Festival in Dubai

- 1995: Daytime Emmy „Outstanding Younger Actress“ für All my Children
- 1998: Blockbuster Video Award „Favourite Supporting Actress in a Horror Movie“ für Ich weiß, was du letzten Sommer getan hast
- 1998: Petcabus Award „Best Actress in a Drama Series“ für Buffy – Im Bann der Dämonen
- 1998: Saturn Award „Best TV Actress“ für Buffy – Im Bann der Dämonen
- 1999: Bronze Bravo Otto „Filmschauspielerin“ für Eiskalte Engel
- 1999: Goldener Bravo Otto „TV Star weiblich“ für Buffy – Im Bann der Dämonen
- 1999: Petcabus Award „Best Actress in a Drama Series“ für Buffy – Im Bann der Dämonen
- 1999: Teen Choice Award „Best Movie Drama“ für Eiskalte Engel
- 1999: Teen Choice Award „Best TV Actress“ für Buffy – Im Bann der Dämonen
- 2000: MTV Movie Award „Best Female Performance“ für Eiskalte Engel
- 2000: Goldener Bravo Otto „TV Star weiblich“ für Buffy – Im Bann der Dämonen
- 2000: MTV Movie Award „Best Onscreen Kiss“ für Eiskalte Engel
- 2000: Teen Choice Award „Best TV Actress“ für Buffy – Im Bann der Dämonen
- 2001: Goldener Bravo Otto „TV Star weiblich“ für Buffy – Im Bann der Dämonen
- 2001: Teen Choice Award „Extraordinary Achievement Award“
- 2002: Glamour Magazine Annual „Woman of the Year Award“
- 2002: Goldener Bravo Otto „TV Star weiblich“ für Buffy – Im Bann der Dämonen
- 2002: Movieline Young Hollywood Awards „Outstanding Achievement Award“
- 2002: Nickelodeon Kid’s Choice Award „Favourite Female Butt Kicker“ für Buffy – Im Bann der Dämonen
- 2002: Teen Choice Award „Movie Choice Actress (Comedy)“ für Scooby-Doo
- 2002: Teen Choice Award „TV Choice Actress (Drama)“ für Buffy – Im Bann der Dämonen
- 2003: Teen Choice Award „TV Choice Actress“ (Drama) für Buffy – Im Bann der Dämonen
- 2003: Silberner Bravo Otto „TV Star weiblich“ für Buffy – Im Bann der Dämonen
- 2007: „Woman of the Year 2008“ gekürt vom Männermagazin Maxim
- 2014: People’s Choice Award „Favorite Actress in a New TV Series“ für The Crazy Ones[7]